# Kernstrom
Der Kernstrom, auch Primärstrom genannt, ist bei einem Turbofan-Triebwerk der Anteil des vom Triebwerk angesaugten Luftmassenstromes, der in das Kerntriebwerk geleitet wird. Dort wird dieser im sogenannten thermodynamischen Kreisprozess unter anderem für die Verbrennung mit dem Treibstoff verwendet. Der verbleibende Anteil des angesaugten Luftmassenstromes wird um das Kerntriebwerk herumgeleitet und als Mantelstrom, Neben- oder Sekundärstrom bezeichnet. Das Verhältnis zwischen Sekundär- und Primärstrom wird als Nebenstrom- oder Bypassverhältnis bezeichnet.
Der Kernstrom macht bei modernen, zivilen Triebwerken nur noch einen kleinen Teil aus, während der Mantelstrom das acht- bis zwölffache Volumen ausmachen kann. Beim PW1000G liegt das Nebenstromverhältnis derzeit bei bis zu 12. Bei diesen hohen Nebenstromverhältnissen entwickelt der Mantelstrom den Großteil der Vortriebskraft; dann wird das Kerntriebwerk oft als (Heiß-)Gaserzeuger bezeichnet, da seine Hauptaufgabe darin liegt, für die Turbinenstufen des Fans einen energiereichen (heißen, schnellen Hochdruck-)Gasstrom zu liefern.
Der Kernstrom durchläuft einen fast immer mehrstufigen Verdichter, die Brennkammer, eine meist mehrstufige Turbine und schließlich eine Düse. An der Düse vereinigen sich Kern- und Mantelstrom wieder zum Schubstrahl. Ist das Kerntriebwerk nur einwellig, so wird evtl. nicht in Nieder- und Hochdruckkomponente unterschieden.
Obwohl der eigentliche Zweck des Kernstroms meist das Erzeugen eines Heißgases für die Turbinenstufen des Fans ist, wird für die Verbrennung in der Brennkammer tatsächlich nur ca. 1/5 des Kernstroms verwendet; die restlichen 4/5 werden für die Kühlung der Brennkammerwand und der Turbinenschaufeln verwendet.

## Abgas
Bei der Abgasmessung wird im Kernstrom gemessen.
Der Kernstrom hat die höchste Temperatur und den niedrigsten Sauerstoffgehalt.